# Двориште (манифестација)
Двориште је програм назван једноставно Догађања у дворишту. Започет 1987. – најистрајнија је и 30 година  најпопуларнија манифестација коју приређује Матична библиотека „Љубомир Ненадовић" у Ваљеву. То је у суштини књижевна манифестација, али је временом постала културна манифестација гостовања и других уметности.

## Историјат
Манифестација Двориште почела је да се организује 1987.године. Иако замишљена као превасходна књижевна трибина за представљање најзначајнијих писаца, књижевних критичара, теоретичара и историчара књижевности, ширина наслова и интересовање публике отворили су Двориште за гостовање из других уметности, као и познатих зналаца разних струка. 
Атмосфера летњих вечери под, најчешће, ведрим небом и спремност гостију за дијалог са публиком одлике су ових необичних догађања због којих је два пута, 1998. и 2001. – освојена годишња награда за најбољи културни догађај у граду.

## Културни живот Ваљева
Давне 1987. године, кад је и почело, Двориште је била једна од најбољих и најчувенијих књижевних трибина у Југославији оног времена. И данас Двориште је незаобилазни део ваљевске културне понуде без које су лета у овом граду, просто, незамислива. Манифестација окупља наше значајне књижевнике где се представља и њихово стваралаштво. Поред значајних имена у културном животу Србије, посебна пажња  је усмерена на завичајну културу Ваљева. На Манифестацији се представљају и многи завичајни писци, али и уметници.

## Завичајни писци
Поред великих и познатих имена наше културне сцене негује се и завичајна култура, те су на манифестацији Двориште учествовали и бројни завичајни писци и уметници:
- Славен Радовановић
- Драган Павловић
- Јанко Левнаић
- Марија Шкорнички
- Радован Бели Марковић
- Петар Пајић
- Жељко Обреновић

## Значајне личности учесници на манифестацији
Ову манифестацију су током тридесет година посетиле бројне знамените личности (преко стотинак) писаца, мислилаца, филозофа и уметника:
- Матија Бећковић
- Мирјана Бобић Мојсиловић
- Вида Огњеновић
- Зоран Богнар
- Сања Домазет
- Михајло Пантић
- Андреј Јелић Мариоков
- Владимир Кецмановић
- Перо Зубац
- Владимир Арсенијевић
- Владимир Пиштало
- Видосав Стевановић
- Радован Бели Марковић
- Тања Крагујевић
- Милисав Савић
- Драгослав Михајловић
- Милорад Павић
- Владета Јеротић
- Горан Петровић
- Драгош Калајић
- Иван Ивањи
- Јован Радуловић
- Мирко Магарашевић
- Мошо Одаловић
- Радмила Гикић Петровић
- Владислав Бајац
- Петар Пајић
- Јелена Ленголд
- Милован Данојлић
- Милета Продановић
- Филип Давид
- Александар Тишма
- Добрило Ненадић
- Данко Поповић
- Слободан Селенић
- Павле Угринов
- Светислав Басара
- Душан Ковачевић
- Александар Гаталица
- Љубомир Симовић